# Cristian Rossi
Pour les articles homonymes, voir Rossi.
Cristian Rossi (né le 5 septembre 1991 à Codogno en Lombardie,) est un coureur cycliste italien, actif dans les années 2000 et 2010.

## Biographie
Bon sprinteur, Cristian Rossi a notamment remporté le Circuito del Porto-Trofeo Arvedi en 2011. Il s'est également imposé sur de nombreuses courses amateurs en Italie.
En début d'année 2013, il est suspendu durant quelques mois pour dopage. Il met un terme à sa carrière à l'issue de cette saison. 

## Palmarès
- 2010
  - 2e du Gran Premio Fiera del Riso
  - 3e de la Coppa Comune di Livraga
- 2011
  - Trophée Antonietto Rancilio
  - Memorial F.lli Gandolfi
  - Coppa Caduti Buscatesi
  - Mémorial Carlo Valentini
  - Circuito del Porto-Trofeo Arvedi
  - Coppa Romano Ballerini
  - Trofeo Mati SAS
  - Trophée Stefano Fumagalli
  - Medaglia d'Oro Nino Ronco
  - 2e de la Coppa Città di Melzo
  - 2e du Gran Premio della Possenta
  - 3e du Gran Premio Città di Valeggio
- 2012
  - Coppa Città di Melzo
  - Memorial F.lli Gandolfi

## Classements mondiaux
| Année           | 2011 |
| --------------- | ---- |
| UCI Europe Tour | 396e |